# Călugăr mongol

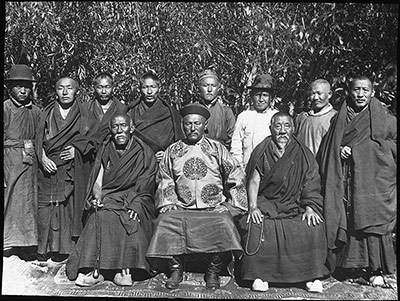
Călugării mongoli

Călugării mongoli sunt practicanți monahali ai budismului din Mongolia. Călugării mongoli lucrează și trăiesc în mănăstiri și templele budiste din întreaga Mongolia și din alte țări.

## Istorie
Budismul a ajuns pentru prima dată în Mongolia prin Himalaya și Tibet. Budismul tibetan a devenit religia oficială a dinastia Yuan condusă de Kublai. După căderea dinastiei Yuan în 1368, tengriismul a devenit principala religie în stepele Eurasiatice de Est până în secolul al XVI-lea. În timpul dinastia Qing, budismul a devenit din nou religia principală, atât în Mongolia Exterioară, cât și în Mongolia Interioară.

## Persecuție
În secolul al XX-lea, Republica Populară Mongolă a persecutat călugării mongoli și alți budiști.